# Franse veldbies
De Franse veldbies (Luzula forsteri)  is een overblijvende, groen overwinterende plant, die behoort tot de russenfamilie (Juncaceae). De soortaanduiding forsteri is een eerbetoon aan botanicus Georg Forster. De soort komt van nature voor in Zuid- en Zuidwest-Europa, Zuidwest-Azië en Noord-Afrika. De soort is inheems in België. Het aantal chromosomen is 2n = 24. De Franse veldbies lijkt sterk op de ruige veldbies (Luzula pilosa), maar heeft smallere bladeren.
De zodevormende plant wordt 10-40 cm hoog, heeft rechtopgaande stengels en vormt wortelstokken. De glanzende, vlakke, lijnvormige, 2-4 mm brede bladeren hebben aan de randen lange witte wimpers.
De Franse veldbies bloeit vanaf april tot in juni. De bloeiwijze is een zeer losse pluim met ongelijke takken. De bruine bloemen zijn 3,5-5 mm groot. Aan de basis zitten twee spitse bracteolen. De bloemdekbladen hebben een witachtige rand. Het vruchtbeginsel is bovenstandig, het aantal bloemdekbladen is zes en ook het aantal meeldraden is zes.
De bolvormige, driehokkige, geelbruine, 3-4 mm grote doosvrucht bevat drie, lichtbruine, 1,3-2 mm lange en 1-1,3 mm brede, ellipsoïde zaden met een stomp, 0,6-0,7 mm groot aanhangsel (mierenbroodje).

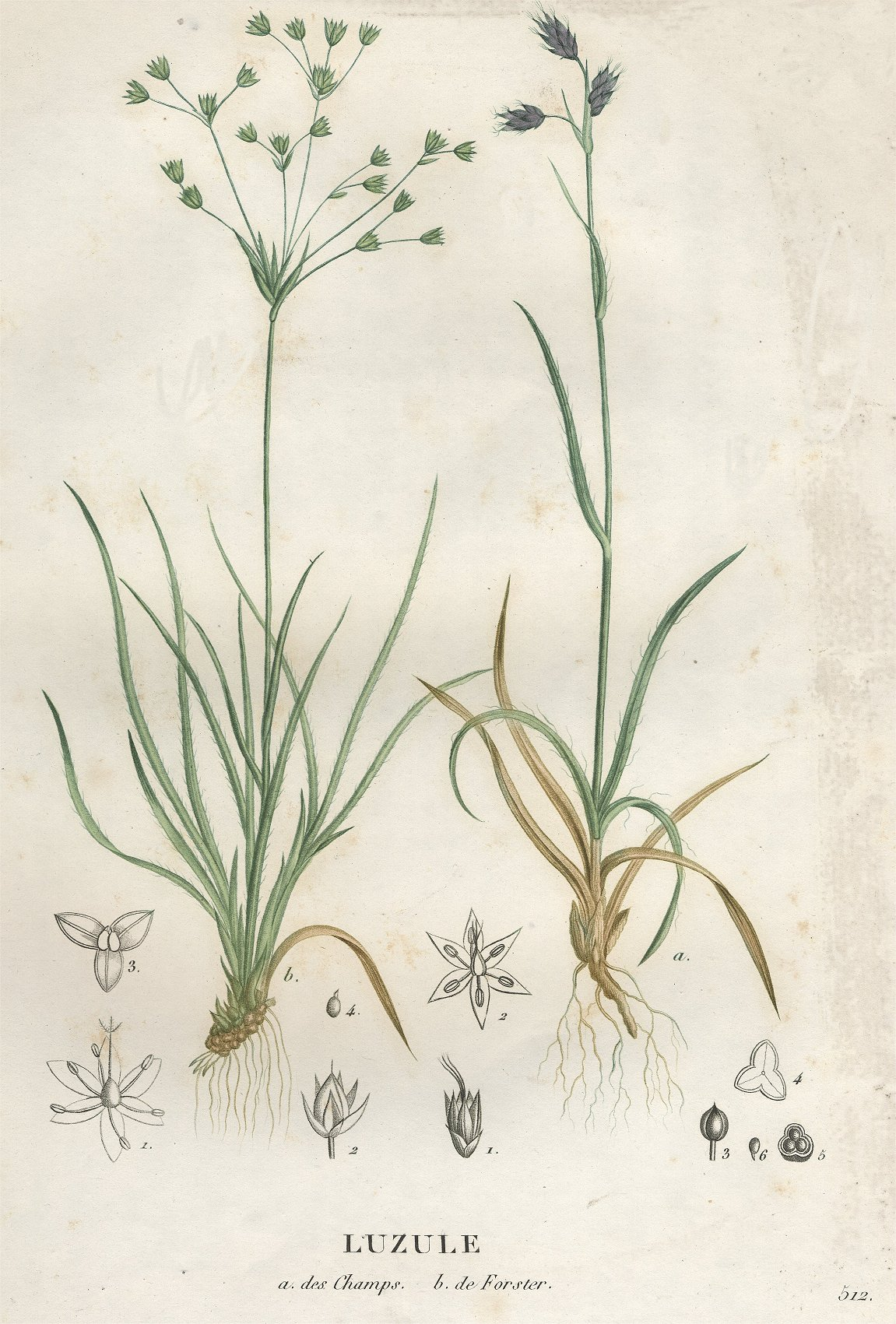
Illustratie
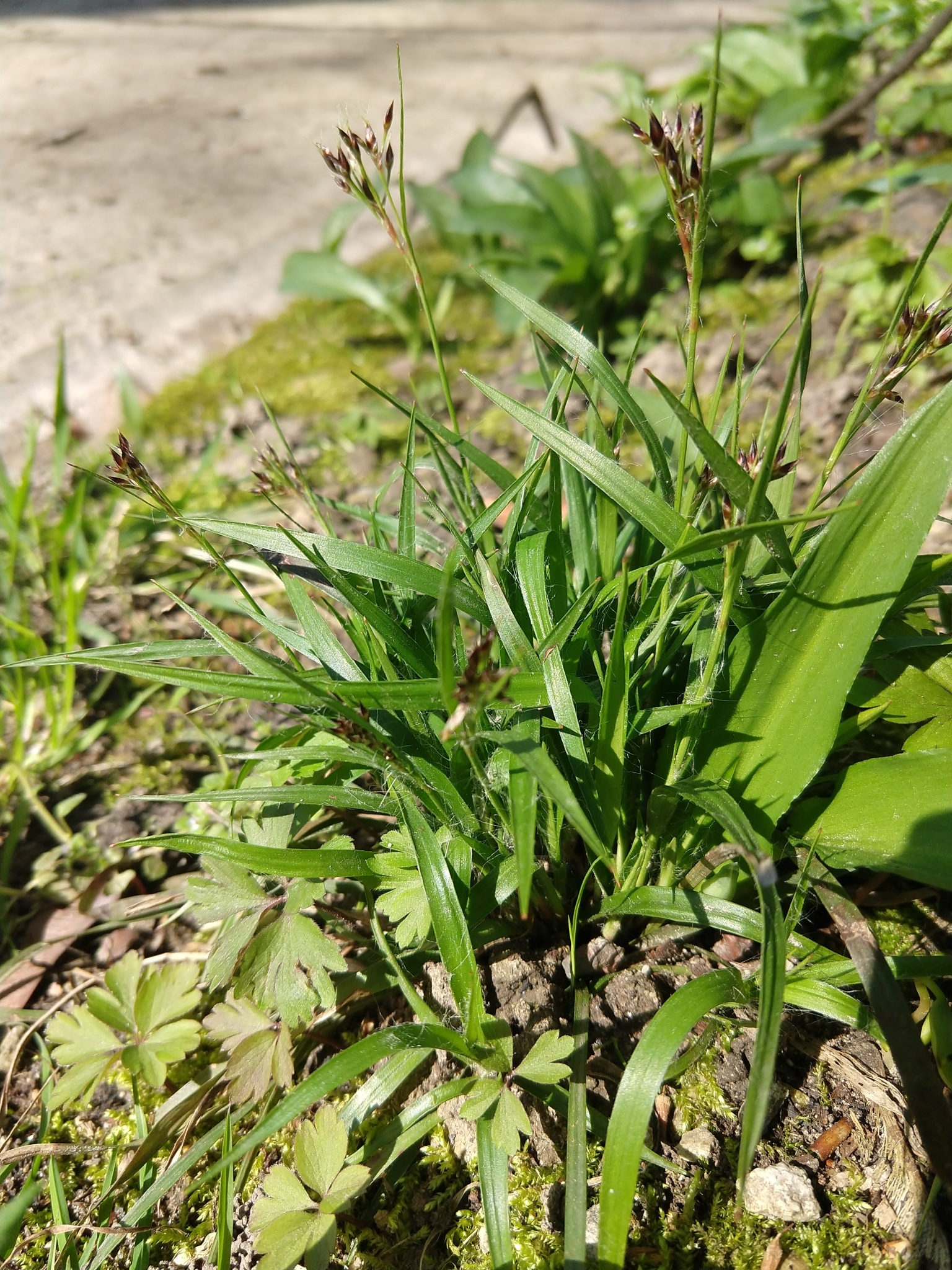
Plant
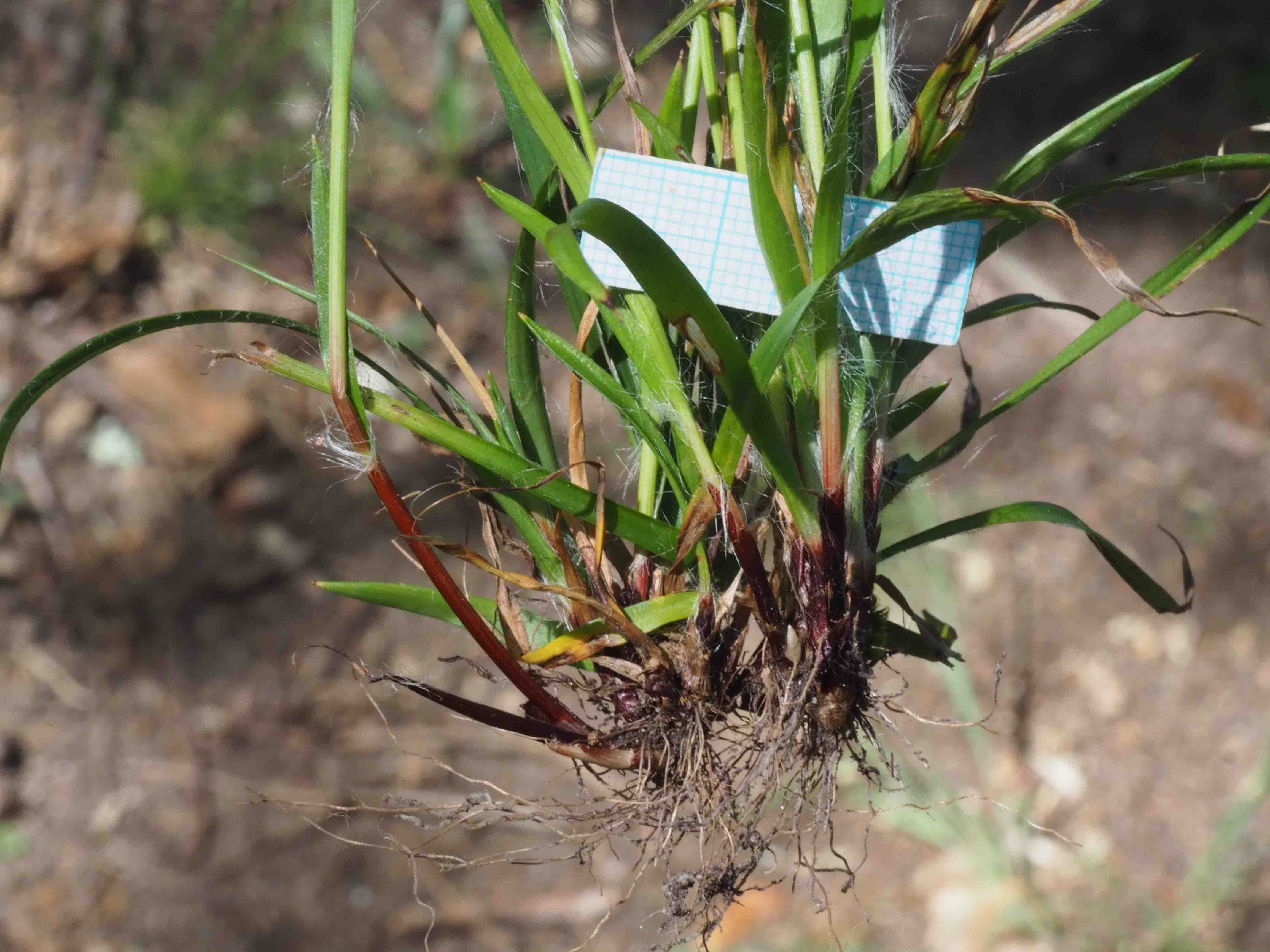
Plant
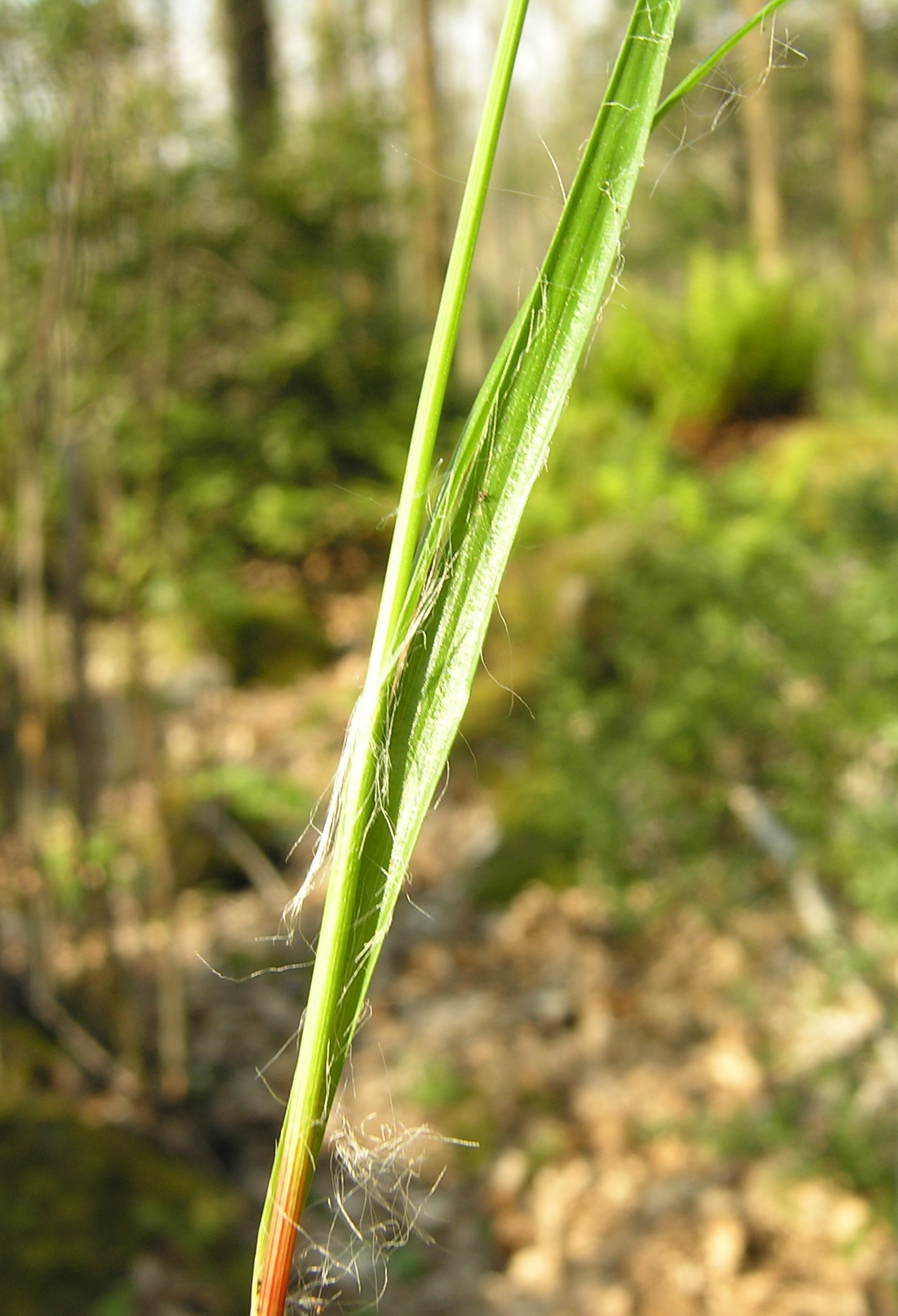
Blad
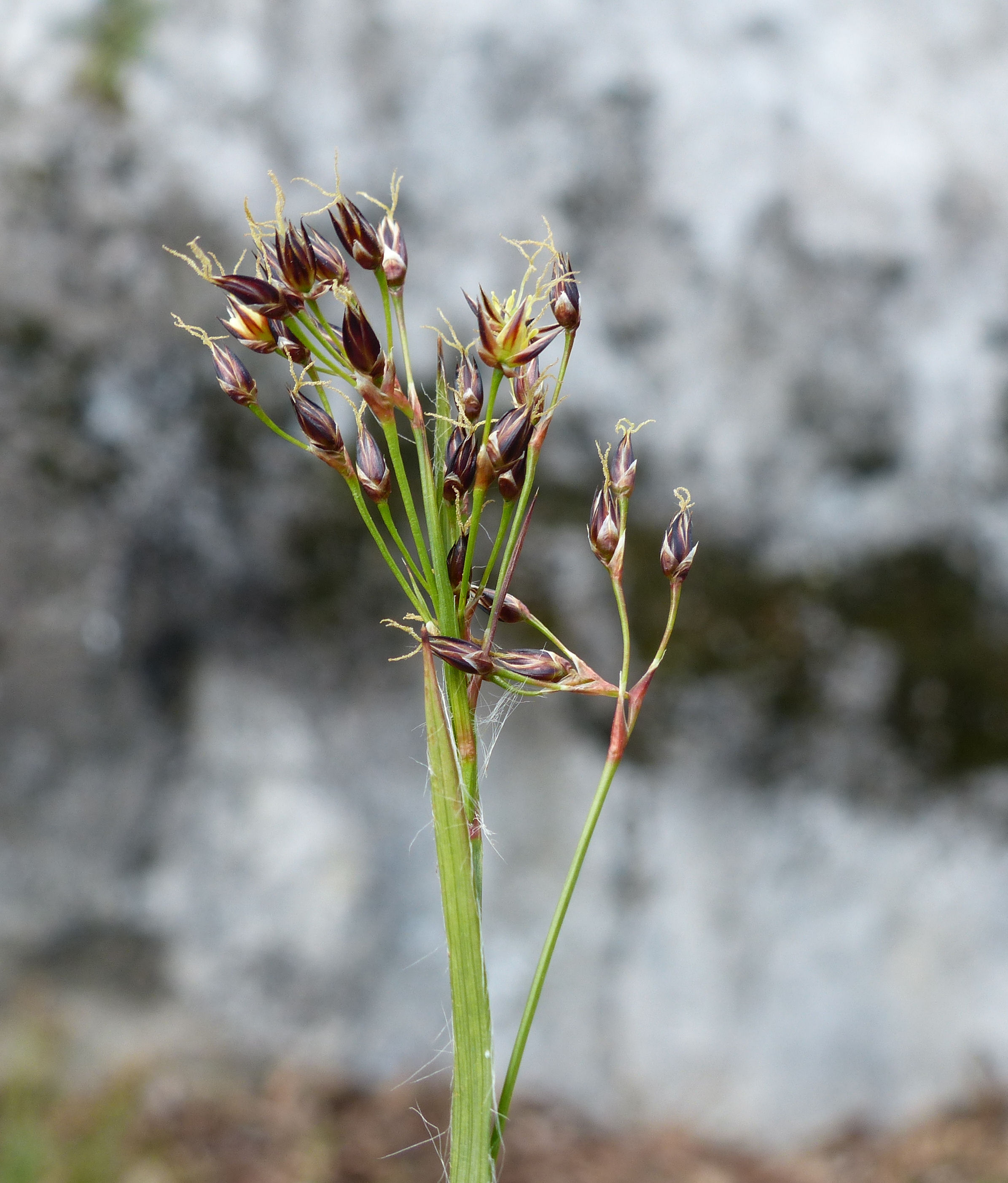
Bloeiwijze
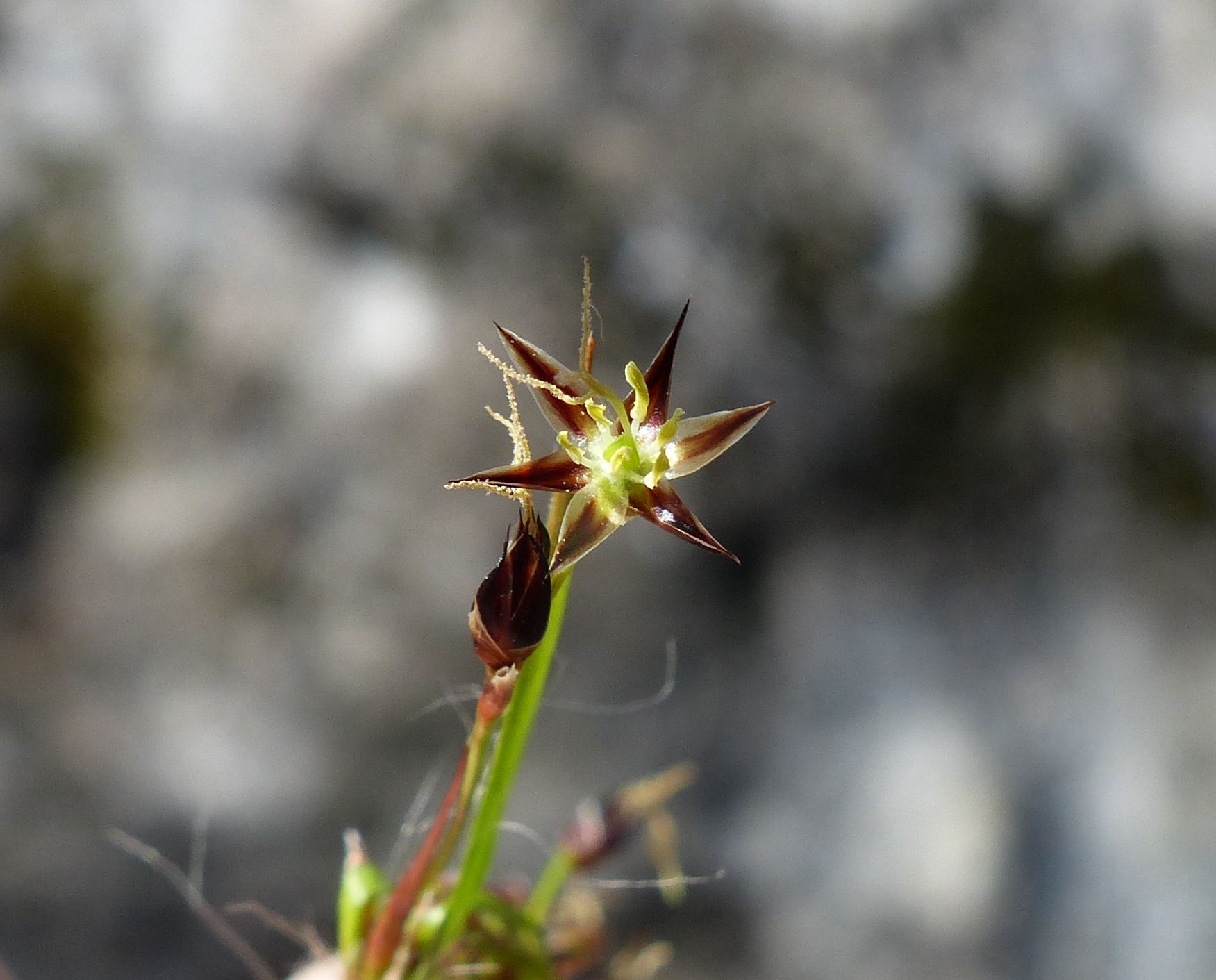
Bloem

De Franse veldbies komt voor in bossen op licht beschaduwde plaatsen met meestal zwak zure grond.